# (What's the Story) Morning Glory?
(What's The Story) Morning Glory? es el segundo y más exitoso álbum de estudio de la banda británica de rock alternativo y britpop Oasis, lanzado en octubre de 1995.

## Recepción
Este álbum significó un rotundo éxito a nivel mundial, lo que los llevó a posicionarse como uno de los artistas más exitosos de su época. El álbum logró escalar al N.º 1 de las listas musicales de varios países, como la prestigiosa lista Billboard hot 200 de Estados Unidos.
Hasta el día de hoy, el álbum ha vendido aproximadamente 22 millones de copias en todo el mundo. Actualmente es el quinto álbum más vendido en la historia musical de Reino Unido.
En el 2015, el álbum celebró 20 años según Billboard.
El álbum fue incluido en el número 157 en Los 500 mejores álbumes de todos los tiempos según Rolling Stone en 2023.

## La batalla del britpop
Para muchas personas (What's the Story) Morning Glory? representa un paradigma dentro del movimiento del Britpop. La batalla del Britpop es el título no oficial que se le dio a la disputa en las listas de ventas entre las bandas Oasis y Blur. Todo comenzó cuando los sencillos de ambas bandas fueron lanzados el mismo día (en realidad Blur adelantó el suyo para que coincidieran).
Dicha 'batalla' fue ganada por Oasis ya que su álbum tuvo mayor impacto en varios sectores. Sin embargo, en el número de ventas de sencillos, Blur ganó debido principalmente a que era el primer sencillo de su disco The Great Escape mientras que "Roll with it" ya era el segundo.
A pesar de que a menudo este álbum es citado como inferior a Definitely Maybe (su primer álbum), en 1997 (What's the Story) Morning Glory? fue nombrado el quinto álbum más grande de todos los tiempos en "Music of the Millennium", un sondeo conducido por HMV, Channel 4, The Guardian y Classic FM. En 1998, los lectores de "Q Magazine", lo colocaron en el número 8.
El álbum ha sido sumamente popular durante casi una década, volviendo a las listas de éxitos de álbumes de Reino Unido en mayo de 2005 como el número 50. A mediados de junio, alcanzó el puesto número 44.
Algunos críticos han dicho que la portada de este álbum está inspirada en Abbey Road, el famoso disco de The Beatles.
Al comienzo del álbum se escuchan los primeros acordes de Wonderwall, que son súbitamente cortados por el atronador volumen de la canción que abre el disco, "Hello", que toma el riff de la canción "It's Good To Be Back" de Gary Glitter.
La segunda canción es Roll with It, una canción pop muy efusiva que alcanzó el número dos de las listas británicas.
El disco continúa con quizá uno de sus mayores éxitos, Wonderwall, que comienza con el rasgueo de la guitarra de Noel Gallagher para dar paso a la voz de su hermano, Liam. De fondo se escuchan violines que se acoplan perfectamente a la canción.
La cuarta pista del disco es "Don't Look Back in Anger", cantada por Noel, que alcanzó el primer puesto en las listas británicas. En las sesiones de grabación del disco, Noel le dio a elegir a su hermano entre "Wonderwall" y "Don't look back in anger" para que cantase. Liam, al no poder alcanzar las notas altas de esta última, se decidió por "Wonderwall".
El álbum continua con "Hey Now". Luego, nos encontramos con la primera de las dos instrumentales que tiene el disco, ambas de aproximadamente 30 segundos. Son una extracción de "The Swamp Song", lado b de Wonderwall, y más tarde incluido en la recopilación de caras b "The Masterplan".
La séptima pista es "Some Might Say", el primer sencillo del disco, que alcanzó el número 1 en las listas británicas. Fue el último tema con Tony McCarroll de baterista, quien fue despedido más tarde. El tema esta aparentemente influenciado por T. Rex y/o Small Faces.
El disco sigue con "Cast no shadow", la canción más melódica de Oasis hasta ese momento. Gallagher la escribió para su colega y amigo Richard Ashcroft. Originalmente fue escrita para estar en la cara b. Tras "Cast no shadow" aparece "She's electric", una canción más alejada del Rock and Roll, con un sonido más suave.
Morning Glory es la penúltima canción del disco. Es posible que a pesar de tener el nombre del disco sea uno de los himnos del grupo. La canción empieza con un sonido muy apocalíptico, con helicópteros de fondo, pero luego toma un tinte bastante rock, muy al estilo de Oasis. Según cuenta Liam en el DVD del álbum recopilatorio Stop the Clocks, la primera frase de Morning Glory "All your dreams are made | When you're chained to (your) mirror with (your) razor blade" es su preferida para empezar los conciertos y entrar en sintonía con el público.
El disco finaliza con Champagne Supernova. Es definida por los propios miembros de la banda como la mejor de su discografía [cita requerida]. Dura 7:28 minutos, comienza con el choque de las olas en la costa, un efecto muy relajante, y la guitarra de Noel comienza a fusionarse a la perfección con la tranquilidad que inspira el mar. La canción es completamente psicodélica y relajante, y el videoclip no lo es menos. Inspirado en John Lennon, Liam, se deja barba y se pone las gafas de cristal redondo al más puro estilo Lennon.
En el año 2010 el álbum recibe el premio al "Mejor álbum de los últimos 30 años" otorgado por los Brit Awards.

## Diseño de la portada
La fotografía que ilustra la portada del disco fue tomada en Berwick Street, Soho, Londres, entre las confluencias con Noel Street y D'Arblay Street. Sean Rowley lleva una camisa azul en la portada y contraportada. Brian Cannon, yéndose, lleva la camisa color crema, mientras Owen Morris al fondo sostiene un estuche con la grabación del álbum.

## Lista de canciones
Todas las canciones escritas por Noel Gallagher, excepto donde se indique.

| N.º   | Título                                                            | Duración |  |
| 1.    | «Hello» (Escritores: Noel Gallagher, Gary Glitter y Mike Leander) | 3:21     |  |
| 2.    | «Roll with It»                                                    | 3:59     |  |
| 3.    | «Wonderwall»                                                      | 4:18     |  |
| 4.    | «Don't Look Back In Anger»                                        | 4:48     |  |
| 5.    | «Hey Now!»                                                        | 5:41     |  |
| 6.    | «Untitled» (También conocida como "The Swamp Song - Excerpt 1")   | 0:44     |  |
| 7.    | «Some Might Say»                                                  | 5:29     |  |
| 8.    | «Cast No Shadow»                                                  | 4:51     |  |
| 9.    | «She's Electric»                                                  | 3:40     |  |
| 10.   | «Morning Glory»                                                   | 5:03     |  |
| 11.   | «Untitled» (También conocida como "The Swamp Song - Excerpt 2")   | 0:40     |  |
| 12.   | «Champagne Supernova»                                             | 7:27     |  |
| 50:06 |                                                                   |          |  |

### Versión en vinilo
| Lado A |                                                                   |          |  |
| N.º    | Título                                                            | Duración |  |
| 1.     | «Hello» (Escritores: Noel Gallagher, Gary Glitter y Mike Leander) | 3:21     |  |
| 2.     | «Roll with It»                                                    | 3:59     |  |
| 3.     | «Wonderwall»                                                      | 4:18     |  |
| 11:38  |                                                                   |          |  |

| Lado B |                                                                 |          |  |
| N.º    | Título                                                          | Duración |  |
| 1.     | «Don't Look Back In Anger»                                      | 4:48     |  |
| 2.     | «Hey Now!»                                                      | 5:41     |  |
| 3.     | «Untitled» (También conocida como "The Swamp Song - Excerpt 1") | 0:44     |  |
| 4.     | «Bonehead's Bank Holiday»                                       | 4:03     |  |
| 15:17  |                                                                 |          |  |

| Lado C |                  |          |  |
| N.º    | Título           | Duración |  |
| 1.     | «Some Might Say» | 5:29     |  |
| 2.     | «Cast No Shadow» | 4:51     |  |
| 3.     | «She's Electric» | 3:40     |  |
| 14:00  |                  |          |  |

| Lado D |                                                                 |          |  |
| N.º    | Título                                                          | Duración |  |
| 1.     | «Morning Glory»                                                 | 5:03     |  |
| 2.     | «Untitled» (También conocida como "The Swamp Song - Excerpt 2") | 0:40     |  |
| 3.     | «Champagne Supernova»                                           | 7:27     |  |
| 13:10  |                                                                 |          |  |

### Relanzamiento 2014
| Bonus tracks edición japonesa |                                       |          |  |
| N.º                           | Título                                | Duración |  |
| 13.                           | «Hello» (Demo)                        | 3:15     |  |
| 14.                           | «Wonderwall» (Live at Knebworth Park) | 4:07     |  |
| 57:28                         |                                       |          |  |

| 2014 reissue disc 2: B-Sides |                                                                                  |          |  |
| N.º                          | Título                                                                           | Duración |  |
| 1.                           | «Talk Tonight»                                                                   | 4:24     |  |
| 2.                           | «Acquiesce»                                                                      | 4:29     |  |
| 3.                           | «Headshrinker»                                                                   | 4:42     |  |
| 4.                           | «It's Better People»                                                             | 4:01     |  |
| 5.                           | «Rockin' Chair» (Escrita por Chris Griffiths y Noel Gallagher)                   | 4:40     |  |
| 6.                           | «Step Out» (Escrita por Henry Cosby, Noel Gallagher, Sylvia Moy y Stevie Wonder) | 3:45     |  |
| 7.                           | «Underneath The Sky»                                                             | 3:25     |  |
| 8.                           | «Cum On Feel The Noize» (Escrita por Jim Lea y Noddy Holder)                     | 5:13     |  |
| 9.                           | «Round Are Way»                                                                  | 5:45     |  |
| 10.                          | «The Swamp Song»                                                                 | 4:23     |  |
| 11.                          | «The Masterplan»                                                                 | 5:26     |  |
| 12.                          | «Bonehead's Bank Holiday»                                                        | 4:03     |  |
| 13.                          | «Champagne Supernova» (Brendan Lynch Mix)                                        | 6:59     |  |
| 14.                          | «You've Got To Hide Your Love Away» (Escrita por Lennon-McCartney)               | 2:18     |  |
| 62:51                        |                                                                                  |          |  |

| 2014 reissue disc 3: Rare Tracks | |          |  |
| N.º                              | Título | Duración |  |
| 1.                               | «Acquiesce» (Live At Earls Court, London On 4 de noviembre de 1995)                                            | 3:55     |  |
| 2.                               | «Some Might Say» (Demo. Recorded At Soundcheck Club Quattro, Tokyo, Japan On 14 de septiembre de 1994)         | 4:04     |  |
| 3.                               | «Some Might Say» (Live At Roskilde Festival, Denmark On 30 June 1995)                                          | 5:07     |  |
| 4.                               | «She's Electric» (Demo. Recorded At Mauldeth Road West Studio, Manchester)                                     | 3:03     |  |
| 5.                               | «Talk Tonight» (Live At Bath Pavilion On 22 June 1995)                                                         | 3:43     |  |
| 6.                               | «Rockin' Chair» (Demo. Recorded At Mauldeth Road West Studio, Manchester)                                      | 4:05     |  |
| 7.                               | «Hello» (Live At Roskilde Festival, Denmark On 30 June 1995)                                                   | 3:24     |  |
| 8.                               | «Roll with It» (Live At Roskilde Festival, Denmark On 30 June 1995)                                            | 4:08     |  |
| 9.                               | «Morning Glory» (Live At Roskilde Festival, Denmark On 30 June 1995)                                           | 4:48     |  |
| 10.                              | «Hey Now!» (Demo. Recorded At Soundcheck Club Quattro Tokyo, Japan On 14 de septiembre de 1994)                | 3:08     |  |
| 11.                              | «Bonehead's Bank Holiday» (Demo. Recorded At Soundcheck Club Quattro Tokyo, Japan On 14 de septiembre de 1994) | 2:09     |  |
| 12.                              | «Round Are Way» (MTV Unplugged. Royal Albert Hall, London On 23 de agosto de 1996)                             | 4:52     |  |
| 13.                              | «Cast No Shadow» (Live At Maine Road, Manchester On 27 April 1996)                                             | 4:06     |  |
| 14.                              | «The Masterplan» (Live At Knebworth Park, Hertfordshire On 10 de agosto de 1996)                               | 4:56     |  |
| 55:28                            | |          |  |

## Posiciones en las listas
| Listas            | Posición |
| ----------------- | -------- |
| Billboard Hot 200 | 1        |
| UK Albums Charts  | 1        |

| Año  | Sencillo                   | Listas                             | Posición |
| ---- | -------------------------- | ---------------------------------- | -------- |
| 1995 | "Morning Glory"            | Modern Rock Tracks                 | 24       |
| 1995 | "Wonderwall"               | Mainstream Rock Tracks             | 9        |
| 1995 | "Wonderwall"               | Modern Rock Tracks                 | 1        |
| 1996 | "Champagne Supernova"      | Adult Top 40                       | 33       |
| 1996 | "Champagne Supernova"      | Mainstream Rock Tracks             | 8        |
| 1996 | "Champagne Supernova"      | Modern Rock Tracks                 | 1        |
| 1996 | "Champagne Supernova"      | Top 40 Mainstream                  | 10       |
| 1996 | "Don't Look Back in Anger" | Modern Rock Tracks                 | 10       |
| 1996 | "Don't Look Back in Anger" | The Billboard Hot 100              | 55       |
| 1996 | "Don't Look Back in Anger" | Top 40 Mainstream                  | 33       |
| 1996 | "Wonderwall"               | Adult Top 40                       | 30       |
| 1996 | "Wonderwall"               | Hot Dance Music/Maxi-Singles Sales | 17       |
| 1996 | "Wonderwall"               | The Billboard Hot 100              | 8        |
| 1996 | "Wonderwall"               | Top 40 Mainstream                  | 10       |

## Personal
- Liam Gallagher – voz principal y coros, pandereta.
- Noel Gallagher – guitarras, coros, voz principal en "Don't Look Back in Anger" y bajo en "Wonderwall", "Cast No Shadow" y "She's Electric".
- Paul Arthurs – guitarras, piano, órgano, mellotron y melódica.
- Paul "Guigsy" McGuigan – bajo excepto en "Wonderwall", "Cast No Shadow" y "She's Electric".
- Alan White – batería excepto en "Some Might Say".

Músicos adicionales
- Tony McCarroll – batería en "Some Might Say".
- Paul Weller – armónica en "Hello" y guitarra principal adicional en "Champagne Supernova".